# Ellen Key
Ellen Key (ur. 11 grudnia 1849, zm. 25 kwietnia 1926) – szwedzka pisarka, nauczycielka, pedagog i działaczka ruchu kobiecego.
Była prekursorką ruchu reformy pedagogicznej. Key wiązała idee społeczne i filozoficzne z koncepcją skrajnie indywidualistycznego wychowania, w którym respektuje się prawo dziecka do swobodnego rozwoju. Program walki o prawa dzieci do rozwoju zgodnego z naturą przedstawiła w książce Stulecie dziecka (1900, wyd. pol. 1928).
W drugiej połowie XIX wieku długa i intensywna wymiana listów oraz wspólne poglądy Ellen i Urbana von Feilitzena przerodziły się w romans pomiędzy nimi. Bardzo ważna stała się dla niej powieść Urbana pt. „Protestantismens Maria-kult”, do której nawiązywała później w swojej książce „Missbrukad kvinnokraft”. W obawie przed wyjściem na jaw ich związku, Ellen spaliła większość listów od Urbana, zwłaszcza te, które mogłyby wskazywać na miłość między nimi. Pozostało ich zaledwie kilka i obecnie obejrzeć je można w Bibliotece Królewskiej. W książce „Ellen Key och Urban von Feilitzen – en kärlekshistoria per brev” Mirjam Tapper starała się zrekonstruować ich miłość na podstawie listów, które pozostały.

## Publikacje
Jest autorką bądź współautorką wielu publikacji, w tym m.in.:
- Individualism and Socialism (1896)
- Images of Thought (1898)
- Human-beings (1899)
- Stulecie dziecka (1900)
- Lifelines, volumes I–III (1903–1906)
- Neutrality of the Souls (1916)